# 渋谷区立代々木小学校
渋谷区立代々木小学校（しぶやくりつ よよぎ しょうがっこう）は、かつて東京都渋谷区代々木にあった公立小学校である。代々木二丁目の住宅地に所在した。
学校は南に明治神宮、東に新宿御苑と、都内でありながら緑の多い学習環境に恵まれた地域である。主要な交通は小田急小田原線の南新宿駅と都営地下鉄大江戸線の代々木駅と新宿駅が東側にあり、恵まれた環境と交通の便の良い住宅地域にある。敷地と校舎は北と東側が公道に面し、南、西側は住宅地で、東側に正門がある。2015年（平成27年）3月31日、校舎老朽化により閉校した。

## 沿革
経緯
代々木小学校は、1953年（昭和28年）4月1日、渋谷区立代々木小学校として設立された。
年表
- 1953年（昭和28年）4月1日 - 設立。
- 2013年（平成25年）4月1日 - 渋谷区立山谷小学校を校舎建て替えのため休校し、児童を渋谷区立代々木小学校に転校させ事実上の統合となる[1]。
- 2015年（平成27年）3月31日 - 閉校。
  - 4月1日 - 休校中の山谷小学校と正式統合し、校舎を建て替えた山谷小学校を統合校舎・渋谷区立代々木山谷小学校として開校。

## 教育方針
教育目標
子供たちが正義感や倫理観などの道徳心にあふれ、知性と感性を磨き、賢く健康で、人間性豊かに成長することを願い、
自他の生命と人格を尊重し、礼儀正しく思いやりのある人間
社会のルールを身に付け、社会に貢献しようとする人間
自ら学び考え行動する、個性と創造力豊かな人間
の育成に向けた教育を重視する。
児童数と教員数
| 年度     | 児童総数 | 1年生 | 2年生 | 3年生 | 4年生 | 5年生 | 6年生 | 教員数 | 職員数 |
| -------- | -------- | ----- | ----- | ----- | ----- | ----- | ----- | ------ | ------ |
| 平成23年 | 110人    | 22人  | 16人  | 21人  | 15人  | 18人  | 18人  | 12人   | 5人    |
| 平成24年 | 101人    | 15人  | 18人  | 16人  | 20人  | 15人  | 17人  | 12人   | 5人    |
| 平成25年 | 320人    | 58人  | 50人  | 56人  | 52人  | 57人  | 47人  | 18人   | 8人    |
| 平成26年 | 327人    | 58人  | 57人  | 48人  | 54人  | 51人  | 59人  | 20人   | 7人    |

## 通学区域
子供が通学する学校は、住所により指定されている、また、2004年（平成16年）から学校選択希望制を導入しており、入学を希望する学校を選べる。学校選択希望制は、現行の通学区域を維持したうえで、通学区域外の学校を希望することが出来る制度で、特色のある学校づくりや地域に開かれた学校づくりを推進し、区民から選ばれる学校づくり等を図る。
住所別通学区域
| 代々木一丁目      | 代々木二丁目 | 代々木三丁目 | 代々木四丁目                                               | 代々木五丁目                                                                                   |
| ----------------- | ------------ | ------------ | ---------------------------------------------------------- | ---------------------------------------------------------------------------------------------- |
| 1 - 4番 12 - 61番 | 全域         | 18 - 20番    | （幡代小学校、32番、33番 36 - 39番、41 - 46番、51 - 62番） | （富谷小学校、1 - 12番、37 - 41番、61 - 67番） （幡代小学校、13 - 36番、43 - 47番、49 - 53番） |

## 進学先中学校
中学校の学校別通学区域は、住所により指定されている。
渋谷区立中学校
| 代々木一丁目                                             | 代々木二丁目         | 代々木三丁目                                                | 代々木四丁目       | 代々木五丁目                      |
| -------------------------------------------------------- | -------------------- | ----------------------------------------------------------- | ------------------ | --------------------------------- |
| 代々木中学校、5 - 11番 原宿外苑中学校 1 - 4番、12 - 61番 | 原宿外苑中学校、全域 | 代々木中学校、1 - 17番、21 - 59番 原宿外苑中学校、18 - 20番 | 代々木中学校、全域 | 代々木中学校 13 - 36番、42 - 60番 |

東京都の卒業者の進路状況
| 卒業年度 | 卒業者合計 | 都内中学校合計 | 公立中学校 | 国立中学校 | 私立中学校 | 都外中学校合計 | その他 |
| -------- | ---------- | -------------- | ---------- | ---------- | ---------- | -------------- | ------ |
| 平成23年 | 94,787人   | 93,067人       | 76,980人   | 432人      | 15,655人   | 1,558人        | 162人  |
| 平成24年 | 95,149人   | 93,465人       | 77,586人   | 377人      | 15,502人   | 1,540人        | 144人  |
| 平成25年 | 94,570人   | 92,815人       | 77,399人   | 417人      | 14,999人   | 1,608人        | 147人  |
|          | 100％      | 98.1％         | 81.1％     | 0.4％      | 15.9％     | 1.7％          | 0.2％  |

## 交通
鉄道
- 小田急小田原線 - 南新宿駅から徒歩約2分。
- 都営大江戸線 - 代々木駅、新宿駅から徒歩約5分。

## ギャラリー
- 全景（1961年3月発行の卒業アルバムから）
- 東側公道から正門を見る（2015年2月撮影）
- 同左、（2015年2月撮影）